# دزیره وان مونکهون
 دزیره شارل امانوئل وان مونکهون (فرانسوی: Désiré Charles Emanuel van Monckhoven‎؛ زاده ۱۸۳۴ - درگذشته ۱۸۸۲) یک فیزیک‌دان، شیمی‌دان و پژوهشگر تصویری اهل بلژیک بود.